# Hôpital de la Reine-Ingrid
L'hôpital de la Reine Ingrid (Dronning Ingridip Napparsimmavissua en groenlandais) est l'hôpital central du Groenland, situé à Nuuk, la capitale du territoire. Créé en 1953 - 1954 , il a d'abord été un sanatorium pour les maladies pulmonaires.
L'hôpital a été baptisé en l'honneur de la reine Ingrid de Suède épouse du roi du Danemark Frédéric IX, parents de l'actuelle souveraine danoise Marguerite II.

## Construction
Le complexe hospitalier actuel date de 1980, mais est régulièrement agrandi et rajeuni selon un plan de CF Møller Architects.
La première phase qui comprend un centre de santé et une pharmacie a ouvert le 3 février 2011. Elle se présente sous la forme de blocs anguleux creusés et est revêtue de cuivre tant sur les façades que sur le toit. Le design s'inspire des banquises qui flottent dans le Godthåbsfjord et à l'image de Sermitsiaq (une montagne de 1210 mètres de haut et un point de repère local), symbole de la municipalité de Nuuk avant les fusions municipales en 2009, mais le Sermitsiaq n'est pas la plus haute montagne du Groenland (Gunnbjørn Fjeldet, 3694 mètre de haut à Eastgreenland est le plus haut du Groenland). [4]
Sont également prévus un bâtiment psychiatrique, une pharmacie rurale et une nouvelle clinique médicale pour les médecins généralistes ainsi qu'un «hôtel» circulaire pour les patients avec des lits supplémentaires.

## Équipement et services
L'hôpital compte environ 130 lits ; il emploie des spécialistes en chirurgie orthopédique et en chirurgie générale, en obstétrique, en médecine interne, en psychiatrie, en dermatologie, en ophtalmologie, en oto-rhino-laryngologie, en anesthésie-réanimation, en radiologie et en médecine dentaire.